# NGC 6216
NGC 6216 (ook: NGC 6222) is een open sterrenhoop in het sterrenbeeld Schorpioen. Het hemelobject werd op 13 mei 1826 ontdekt door de Schotse astronoom James Dunlop.

## Synoniemen
- OCL 989
- ESO 277-SC14